# Никишин, Геннадий Иванович
Геннадий Иванович Никишин (16 февраля 1929, Москва — 25 марта 2025, там же) — российский химик-органик, член-корреспондент РАН (1991; член-корреспондент АН СССР с 1990), лауреат премии имени Н. Д. Зелинского (2011).
В 1952 году окончил факультет технологии органических веществ Московского химико-технологического института имени Д. И. Менделеева.
Руководитель Лаборатории исследования гомолитических реакций № 13 Института органической химии имени Н. Д. Зелинского РАН с момента её основания в 1968 году и до 2013 года, после — консультант Лаборатории.

### Научная и общественная деятельность
Основные труды в области химии свободных радикалов, гомолитических реакций, электрохимических и окислительных реакций органических соединений.
Создатель широкого спектра методов конструирования и трансформации молекул с участием радикальных и ион-радикальных интермедиатов, методов генерирования углерод-, кислород- и серацентрированных радикалов из функциональных соединений.
Разработал эффективные схемы получения разветвленных карбоновых кислот, альдегидов, кетонов, спиртов, кислород- и серасодержащих гетероциклов.
Открыл явление гомолитического распада пероксидов в процессе их сокристаллизации с кристаллической матрицей, новые пути конструирования циклических ди- и трипероксидов из карбонильных соединений, пероксидов с функциональными группами.
На основе выдвинутой совместно с сотрудниками идеи мультикомпонентной электрохимической реакции, протекающей по схеме каскадных процессов, разработаны методы стереонаправленного синтеза циклопропановых структур, синтеза ди-, три- и тетрациклических соединений, содержащих различные гетероциклические фрагменты.
Член Ученого Совета ИОХ РАН, член Научного Совета по органической химии РАН.
Автор более 600 публикаций.
Под его руководством защищено 6 докторских и более 55 кандидатских диссертаций, его ученик А. О. Терентьев стал членом-корреспондентом РАН, профессором РАН.
Умер 25 марта 2025 года в Москве в возрасте 96 лет.

## Награды
- Орден Дружбы народов (1981)
- Орден Почёта (Россия) (1999)
- Государственная премия СССР в области науки и техники (за 1986 год, в составе группы) — за цикл работ «Научные основы и новые прогрессивные методы органического синтеза с применением гомолитических реакций» (1961—1984)
- Премия имени А. М. Бутлерова (1979)
- Премия имени Н. Д. Зелинского (за 2011 год, совместно с В. А. Петросяном, М Н. Элинсоном) — за цикл работ «Новые методы органического электросинтеза»